# Heinrich Kessel
Heinrich Kessel (* 18. März 1904; † unbekannt) war ein deutscher Richter. Er war vom  1. April 1963 bis 31. März 1972 Richter am Bundesfinanzhof.

## Leben
Er war Mitglied der katholischen Studentenverbindung KStV Arminia Bonn im KV.

## Ehrungen
- 1972: Großes Verdienstkreuz der Bundesrepublik Deutschland